# Zarrindasht (Verwaltungsbezirk)
Zarrindasht (persisch شهرستان زرین‌دشت) ist ein Schahrestan in der Provinz Fars im Iran. Er enthält die Stadt Hajjiabad, welche die Hauptstadt des Verwaltungsbezirks ist.

## Kreise
- Zentral (بخش مرکزی)
- Isadkhast (بخش ایزدخواست)

## Demografie
Bei der Volkszählung 2016 betrug die Einwohnerzahl des Schahrestan 73.199. Die Alphabetisierung lag bei 84 Prozent der Bevölkerung. Knapp 61 Prozent der Bevölkerung lebten in urbanen Regionen.
| Zensusjahr | Einwohnerzahl |
| ---------- | ------------- |
| 2011       | 69.438        |
| 2016       | 73.199        |